# علی اکبر سرافراز
علی اکبر سرفراز (زاده ۱۳۰۶ ملایر – درگذشته ٢٠ بهمن ١۴٠٢) باستان‌شناس و استاد دانشگاه تهران و عضو سازمان باستان شناسی ایران بود. در سال ۱۳۴۱، سرفراز یکی از اعضای تیمی بود که یک محوطه عصر آهن را در یانیق تپه، عینک استخوانی کاوش کردند. در این حفاری یک اثر مصنوعی ساخته شده از استخوان و شبیه به یک عینک که با جسد یک دختر مدفون شده بود، کشف شد.

## موزه ایران باستان
وی در ۲۳ بهمن ۱۳۵۷ به ریاست موزه ایران باستان انتخاب شد و سپس از ۱۳۵۸ تا ۱۳۷۴ در دانشگاه تهران ، باستان شناسی تدریس کرد. او همچنین نزدیک به یک دهه مدیر گروه های باستان شناسی دانشگاه های تهران و تربیت مدرس بود. 

## کاوش ها
کاوش‌های سرافراز در اَرگ عَلی‌شاه تبریز و تَنگ چوگان، درک ایران‌شناسان را از دوره‌های ایلخانی و ساسانی دگرگون کرده است. مهم‌ترین کاوش‌ها و مطالعات سرافراز را می‌توان ارگ علی‌شاه تبریز، تنگ چوگان، کاخ کوروش کبیر در بُرازجان، تخت سلیمان، جمعه مسجد اردبیل، رصدخانه مراغه و کتیبه خارک، که سند صیانت ایران بر خلیج فارس بوده است و همچنین مرمت و کاوش معبد آناهیتا بیشابور ، برشمرد. او دستکم ۱۶ کاوش علمی را سرپرستی کرده و حدود ۳۲ بررسی و گمانه زنی روی آثار باستانی داشته بود.

## کتاب شناسی
- باستان شناسی و هنر دوران تاریخی- ماد، هخامنشی،اشکانی، ساسانی ( سرافراز و دیگران )
- تخت سلیمان
- راهنمای آثار باستانی جزیره خارک
- سکه های ایران [۶]